# Boris Živković
Boris Živković (ur. 15 listopada 1975 w Živinicach) – chorwacki piłkarz grający na pozycji środkowego i czasami bocznego obrońcy.

## Kariera klubowa
Živković urodził się w Bośni i Hercegowinie i tam też zaczynał piłkarską karierę. Pierwszym klubem Borisa był FK Sarajevo, w którym grał tylko w drużynach młodzieżowych. Następnym klubem była już chorwacka NK Marsonia ze Slavonskiego Brodu. Pierwszy raz zagrał w barwach tej drużyny w sezonie 1994/1995, a w całym sezonie na boisku pojawił się 13 razy. W następnym sezonie był już podstawowym zawodnikiem, a w lecie 1996 zamienił klub na NK Hrvatski Dragovoljac. Tam rozegrał dobry sezon i zainteresowali się nim wyszukiwacze talentów z Bundesligi. W lipcu 1997 roku Živković był już zawodnikiem Bayeru 04 Leverkusen.
W Bayerze Živković spędził 6 lat i zagrał tam ponad 150 oficjalnych meczów, zdobywając 3 razy wicemistrzostwo Niemiec w latach 1999, 2000 oraz 2002. Miał także udział w awansie „Aptekarzy” do finału Ligi Mistrzów w 2002 roku oraz do finału Pucharu Niemiec. W lecie 2003 roku skończył mu się kontrakt i postanowił zmienić otoczenie. Wybór padł na klub Premiership Portsmouth FC.
Z początku Boris miał pewne miejsce w składzie Portsmouth. Jednak w grudniu publicznie skrytykował menedżera Harry’ego Redknappa, który odsunął go od składu i wystawił na listę transferową. W styczniu 2004 zgłosił się po niego VfB Stuttgart i Živković powrócił do Niemiec. Niestety konkurencja w obronie w drużynie ze Stuttgartu była duża i Boris przegrywał rywalizację z Fernando Meirą, Martinem Stranzlem czy Markusem Babbelem. Po sezonie 2004/2005 został wypożyczony do beniaminka Bundesligi, 1. FC Köln. Niestety Boris opuścił dużą część sezonu z powodu kontuzji i nie zdołał uchronić kolonistów od spadku z ligi. Po sezonie powrócił z wypożyczenia do Stuttgartu. Tam jednak nie miał gwarancji, że będzie grać w sezonie 2006/2007 w Bundeslidze i na zasadzie wolnego transferu przeszedł do Hajduka Split.
| Sezon   | Klub                    | Kraj      | Rozgrywki             | Mecze | Bramki |
| ------- | ----------------------- | --------- | --------------------- | ----- | ------ |
| 1994/95 | NK Marsonia             | Chorwacja | Prva HNL              | 13    | 0      |
| 1995/96 | NK Marsonia             | Chorwacja | Prva HNL              | 31    | 1      |
| 1996/97 | NK Hrvatski Dragovoljac | Chorwacja | Prva HNL              | 29    | 1      |
| 1997/98 | Bayer 04 Leverkusen     | Niemcy    | Bundesliga            | 16    | 1      |
| 1998/99 | Bayer 04 Leverkusen     | Niemcy    | Bundesliga            | 22    | 2      |
| 1999/00 | Bayer 04 Leverkusen     | Niemcy    | Bundesliga            | 23    | 3      |
| 2000/01 | Bayer 04 Leverkusen     | Niemcy    | Bundesliga            | 30    | 0      |
| 2001/02 | Bayer 04 Leverkusen     | Niemcy    | Bundesliga            | 23    | 2      |
| 2002/03 | Bayer 04 Leverkusen     | Niemcy    | Bundesliga            | 30    | 1      |
| 2003/04 | Portsmouth FC           | Anglia    | Premiership           | 18    | 0      |
| 2003/04 | VfB Stuttgart           | Niemcy    | Bundesliga            | 12    | 0      |
| 2004/05 | VfB Stuttgart           | Niemcy    | Bundesliga            | 10    | 0      |
| 2005/06 | 1. FC Köln              | Niemcy    | Bundesliga            | 8     | 1      |
| 2006/07 | Hajduk Split            | Chorwacja | Prva HNL              | 24    | 0      |
| 2007/08 | Hajduk Split            | Chorwacja | Prva HNL              | 20    | 2      |
| 2008/09 | Hajduk Split            | Chorwacja | Prva HNL              | 7     | 0      |
|         |                         |           | Łącznie w Prva HNL    | 124   | 4      |
|         |                         |           | Łącznie w Bundeslidze | 174   | 10     |
|         |                         |           | Łącznie w Premiership | 18    | 0      |

## Kariera reprezentacyjna
W reprezentacji Chorwacji zadebiutował 13 listopada 1999 roku w przegranym 0:3 meczu z reprezentacją Francji. Natomiast pierwszą bramkę zdobył 13 listopada 2001 roku w zremisowanym 1:1 meczu z Koreą Południową. Od czasu nieudanych dla Chorwacji kwalifikacji do Mistrzostw Europy w 2000 Živković był jednym z jej podstawowych zawodników. Był członkiem kadry na Mistrzostwa Świata w Korei i Japonii. Tam zagrał w pierwszym meczu z Meksykiem i w 59 minucie spowodował rzut karny dla Meksykanów oraz został wyrzucony z boiska dostając czerwoną kartkę. Chorwacja przegrała 0:1 i potem jak się okazało odpadła z mistrzostw, a Živković nie zagrał już w kolejnych 2 meczach. Živković zagrał także 2 mecze w finałach Mistrzostw Europy w 2004. W 2004 roku zdecydował się zakończyć reprezentacyjną karierę. W barwach narodowych wystąpił łącznie 38 razy i zdobył 2 gole.